# Hornlosigkeit
Als genetisch hornlos bezeichnet man Individuen bei üblicherweise hörnertragenden Säugetierarten (z. B. Rinder, Schafe, Ziegen), die wegen einer genetischen Veranlagung keine Hörner besitzen.
Davon zu unterscheiden sind Tiere, die Hornanlagen besaßen, welche durch menschliche oder andere Einwirkungen verloren gehen. Das absichtliche Entfernen von Hornanlagen wird Enthornung genannt.

## Genetik
Erbliche Hornlosigkeit ist vor allem bei der Hausziege von Bedeutung, wo sie mit dem Auftreten von Zwittern vergesellschaftet ist. Die Hornlosigkeit ist dabei ein erwünschtes Merkmal, da sie die Haltung der Tiere vereinfachen kann. Allerdings kann es bei der Verpaarung zweier hornloser Tiere zu Störungen in der Ausbildung des phänotypischen Geschlechts kommen:
Das Allel für Hornlosigkeit führt bereits in der heterozygoten Form zu Hornlosigkeit, ist also für Hornlosigkeit dominant über Gehörntheit. Ist das Allel in homozygoter Form vorhanden, kommt es in Abhängigkeit vom Karyotyp zusätzlich zu rezessiven Fehlbildungen der Geschlechtsorgane:
- Genetisch männliche Ziegen (Karyotyp XY), die für Hornlosigkeit homozygot sind, sind in ca. 50 % der Fälle unfruchtbar.
- Genetisch weibliche Ziegen (Karyotyp XX), die für Hornlosigkeit homozygot sind, sind immer unfruchtbar. Folgende Phänotypen sind möglich:
  - männlicher Phänotyp mit hypoplastischen Hoden („Pseudobock“)
  - Zwitter („Zwicke“, „Spritzbock“)
  - weiblicher Phänotyp, aber unfruchtbar